# Charletonia cardinalis
Charletonia cardinalis är en spindeldjursart som först beskrevs av Carl Ludwig Koch 1837.  Charletonia cardinalis ingår i släktet Charletonia, och familjen Erythraeidae. Arten är reproducerande i Sverige.